# Margaret Oliver

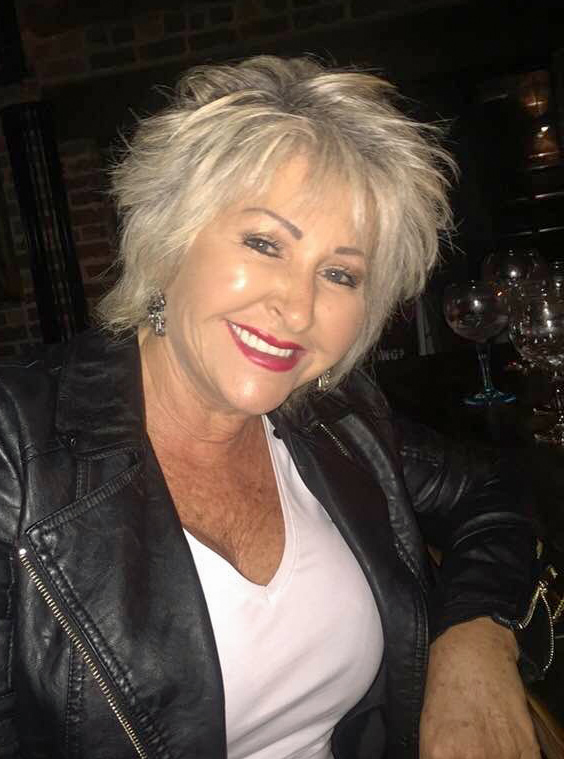
Oliver (2018)

Margaret „Maggie“ Oliver ist eine englische Kriminalbeamtin aus Greater Manchester. Sie ist als Whistleblowerin bekannt, die Fehler der Polizei und der Sozialdienste im Missbrauchsskandal von Rochdale publik machte.
Oliver war seit 1996 Polizistin bei der Polizei von Greater Manchester, bis sie im März 2012 aufgrund des Fehlverhaltens von Kollegen im Missbrauchsskandal von Rochdale kündigte.

## Ermittlungen um den Rochdale-Kindesmissbrauchs-Sexring
Als Kriminalbeamtin war Oliver Ermittlerin im Missbrauchsskandal von Rochdale. Dabei gibt sie insgesamt an, dass die Verurteilungen von neun Männern 2012 nur einen kleinen Teil von organisierten Menschenhändlerringen abdeckte, in denen hunderte Pädophile und Sexualstraftäter und unzählige Opfer aktiv sind. Oliver begann ihre Untersuchungen in Rochdale im Jahr 2010. Sie hatte zu diesem Zeitpunkt bereits seit 14 Jahren für die Polizei gearbeitet. Dabei war sie ein Mitglied der Abteilung für Schwerverbrechen gewesen. Sie untersuchte Morde, Schießereien, Entführungen, Vergewaltigungen und war im Zeugenschutzprogramm aktiv.

### Operation Augusta in Hulme und Rusholme
Zuerst kam sie mit dem Phänomen des Groomings in Kontakt, als sie mehrere schwere Sexualverbrechen untersuchte, die zu größten Teilen von pakistanischen Männern verübt worden waren. Mit diesen Fällen wurde sie in ihrer Arbeit in der Operation Augusta konfrontiert. Dabei waren einige Opfer, die sie vernahm erst elf Jahre alt. Sie war immer wieder schockiert davon, wie die Polizei trotz starker Anhaltspunkte nicht aktiv geworden war und es nie zu Strafprozessen gekommen war. Nach ihren Einschätzungen muss die Polizei zu dem Zeitpunkt, als sie anfing an dem Fall zu arbeiten, bereits zehn Jahre von den Kinderschänderringen Kenntnis gehabt haben. In den Untersuchungen wurden 26 minderjährige Mädchen als Opfer von Menschenhandel identifiziert und 206 Männer als potentielle Täter in  Hulme und Rusholme. Die meisten der Männer waren Pakistaner. Eines der Mädchen, die als Opfer in der Operation Augusta identifiziert wurde, starb an einer Überdosis, die ihr einer der Groomer verabreicht hatte, in Rochdale. Zu diesem Zeitpunkt war eine Filmcrew dabei, für das Fernsehprogramm Dispatchers einen Dokumentarfilm mit dem Titel Edge of the City zu drehen. Während der Filmarbeiten hatte die Crew herausgefunden, dass in der Region Yorkshire Mädchen von einem Netzwerk von Männern missbraucht wurden. Das Mädchen, das in Rochdale gestorben war, war unter den Mädchen, die gefilmt worden waren. Nach Aussage von Oliver ging nach dem Tod die Angst in der Polizei um, dass durch die Ausstrahlung des Films die Fehler der Polizei aufgedeckt werden würden. Daraufhin wurde gerichtlich erwirkt, dass die Ausstrahlung des Films verzögert wurde und gleichzeitig wurde eine kleine Gruppe innerhalb der Polizei gegründet, die die Geschehnisse um den Tod des Mädchens untersuchen sollte, darunter auch Oliver.
2005 nahm Oliver für kurze Zeit eine Auszeit vom Dienst, da ihr Ehemann an Krebs erkrankt war und im Sterben lag. Als sie wieder an die Arbeit zurückkehrte, stellte sie fest, dass die Ermittlungen eingestellt worden waren. Dabei wurden keine der Täter strafrechtlich verfolgt und es war klar, dass die Opfer weiterhin missbraucht wurden. Ihr wurde von Kollegen gesagt, dass die Mädchen „Prostituierte wären, die sich für diesen Lifestyle entschieden hätten“ und dass sie „schlechte Mädchen“ wären, die keine glaubhaften Zeugen für einen Prozess abgeben würden. Oliver war von diesen Aussagen angewidert, da sie die Mädchen für schutz- und wehrlose Opfer hielt. Operation Augusta wurde erst 2019 wieder eröffnet, nachdem Oliver in einem Dokumentarfilm der BBC über die Ereignisse berichtet hatte.

### Operation Span in Rochdale
2010 wurde Oliver gebeten, an den Ermittlungen innerhalb der Operation Span teilzunehmen, in der Grooming in Rochdale untersucht werden sollte. Die Ermittlungen in diesem Fall begannen 2008/9 aufgrund eines Autounfalls. Bei den Vernehmungen gab es erste Anhaltspunkte für Grooming, jedoch wurden diese nicht weiter verfolgt, da die Mädchen als nicht glaubwürdige Zeuginnen abgestempelt wurden. Oliver wurde gebeten, das Vertrauen dieser Opfer nun wieder zu gewinnen. Sie nahm die Arbeit nur unter der Bedingung auf, dass diese Operation nicht so enden würde wie Operation Augusta. Bei einer Routineuntersuchung stellte ein Beamter fest, dass ein Fötus unter den eingelagerten Beweisstücken des Polizeireviers war. Dieser war das Resultat einer erzwungenen Abtreibung bei einem dreizehnjährigen Mädchen, das den Decknamen Ruby erhielt. Dabei war der Familie des Mädchens nicht mitgeteilt worden, dass der Fötus als Beweismittel sichergestellt worden war. Die Schwester von Ruby, die zu diesem Zeitpunkt 15 Jahre alt war (Nickname Amber), wurde beschuldigt eine Beschafferin von Minderjährigen für Zuhälter zu sein. Sie war deswegen festgenommen worden. Oliver begann ihre Ermittlungen damit zu versuchen ein Vertrauensverhältnis zu Ruby, Amber und ihrer Mutter aufzubauen. Durch die Aussagen von ihnen war es den Ermittlern möglich, Örtlichkeiten, wo der Missbrauch stattgefunden hatte, Tatzeitpunkte, Autos, die für den Transport der Opfer benutzt wurden und viele der Täter festzustellen.

### Einschüchterung von Amber durch die Behörden und Kündigung von Oliver
Oliver sagte in einem Interview, dass ihre Kollegen ihr mitteilten, dass sie nicht vorhatten, die Indizien aus den Aussagen der Familie weiter zu verwenden oder zu verfolgen. Ihr wurde erzählt, dass sie vorhätten, die Mutter und Schwestern zu vergraulen, damit sich der Prozess im Sande verlaufen würde und sie in Zukunft zu den Vorfällen schweigen würden. Oliver sagte außerdem, dass die Straftaten, von denen die Familie berichtete, nicht im System erfasst wurden. Da Oliver sich darüber aufregte, sagte ihr einer ihrer Vorgesetzten: „Maggie, beruhig dich. Hör zu: Was hätten diese Kinder schon zur Gesellschaft beigetragen? Sie hätten nach der Geburt ertränkt werden sollen.“ Nach dieser Aussage stürmte Oliver aus dem Revier.
Ihre Kollegen informierten die Familie noch nicht mal darüber, dass sie die Straftaten, die von ihnen beschrieben worden waren, nicht weiter verfolgen würden. Nachdem der öffentliche Druck zu groß wurde, um überhaupt keine Resultate seitens der Polizei zu zeigen, wurden zwölf Männer aus dem Netzwerk angezeigt. Dabei wurde festgestellt, dass die Aussage von Amber benötigt werden würde, um diese Männer zu verurteilen. Da sie aber nicht mehr als Zeugin aussagen wollte, wegen der Art und Weise, wie sie behandelt worden war, wurde sie von den Behörden im Prozess als Täterin dargestellt. Um Amber als Täterin zu diffamieren, wurden ihre Aussagen aus den Interviews mit Oliver verwendet. Dabei wurde Amber nie erklärt, für wessen sie beschuldigt wird. Dieses verstößt gegen vorgeschriebene Verfahrensweisen im Strafrecht. Ihr wurde vorgeworfen, als Zuhälterin gearbeitet zu haben, obwohl sie zu dem Zeitpunkt der Taten erst 15 war. Da sie minderjährig war und von den Sozialdiensten bereits als Opfer identifiziert worden war, wäre sie nie verurteilt worden. Jedoch gelang es den Behörden, ihr genug Angst einzuflößen, um sie im Prozess zur Aussage zu bringen. Während dieser Zeit war es Oliver verboten, mit der Familie in Kontakt zu treten.
Einige Zeit nachdem der Prozess beendet war, nahm Oliver wieder Kontakt auf. Sie fragte, ob es ihnen bewusst war, dass Amber als eine der Täterinnen in der Anklageschrift festgehalten wurde. Die Familie erwiderte, dass sie davon nichts gewusst hätten. Doch Oliver erfuhr, dass Amber vor kurzem ein Kind geboren hatte. Dieses wurde ihr nach der Geburt von den Sozialdiensten entzogen. Erst jetzt verstand die Familie, dass der Grund dafür gewesen war, dass sie als Täterin in einem Kinderschänderring dargestellt worden war. Oliver geht davon aus, dass diese Aktion eine Einschüchterung der Familie durch die Sozialdienste darstelle und diese dadurch ihre Verfehlungen im Skandal geheim halten wollten. Das Kind wurde Amber rechtswidriger Weise entzogen, da kein richterlicher Beschluss dazu eingeholt worden war. Ein Jahr später entschied ein Richter, dass ihr das Kind zurückzugeben sei. Neben der rechtswidrigen Entziehung des Kindes fand Oliver auch heraus, dass Mitarbeiter des Sozialdienstes im Umfeld der Familie versucht hatten, Zeugenaussagen zu sammeln, die Amber als unfähige Mutter darstellen sollten.
Während ihrer Ermittlungen wurde Oliver von einigen Sozialarbeitern mitgeteilt, dass sie seit Jahren versucht hatten, die Polizei dazu zu bewegen, in den Vorfällen aktiv zu werden.
Oliver sagte auch, dass die Kinderschutzdienste in dieser Zeit nur Trainings und Mittel dazu hatten mit Kindesmissbrauch umzugehen, der im Umfeld des Kindes stattfand (durch Familienangehörige oder Lehrer etc.). Die Art des Missbrauchs, die im Grooming präsent war, konnte vom Kinderschutzdienst nicht adäquat bekämpft werden und war auch nicht bekannt. Weder der Kinderschutzdienst noch die Polizei fühlten sich wirklich verantwortlich. So wurde die Verantwortung hin und her geschoben und es passierte nichts. Oliver sagte, dass sie 18 Monate lang versuchte die Polizei dazu zu bringen, die Vorfälle voll aufzuklären und zu verfolgen und dabei mit verschiedenen Abteilungen und Behörden sprach. Dazu gehörten der Leiter der Abteilung für Schwere Verbrechen, der Polizeipräsident, der IPCC und das Innenministerium.
Sie verließ die Polizei im Jahr 2012 aus Protest darüber, wie sich ihre Kollegen in den Fällen verhielten. Dabei hatte Oliver die Intention nach ihrer Kündigung an die Öffentlichkeit zu gehen und das Fehlverhalten und die Korruption publik zu machen.

### Anschuldigungen der Verschleierung von Straftaten
Oliver behauptet, dass viele der Männer, die Täter innerhalb des Sexringes waren bis heute nicht angeklagt, verhaftet und bestraft wurden. Ein Täter zum Beispiel, der die 13-jährige Ruby geschwängert hatte (welches durch DNA-Untersuchungen am Fötus bewiesen werden konnte) kam bereits nach zwei Jahren wieder frei. Unzählige andere Täter wurden nie angeklagt oder kamen ebenfalls nach kurzer Zeit wieder frei. Dabei sollten einige der Verurteilten abgeschoben werden. Sie reichten jedoch dagegen Einspruch ein und bekamen über das Rechtssystem dafür Rechtsbeihilfe im Wert von mehreren Million Britischen Pfund und verzögerten ihre Abschiebung bis heute.

### Kritik an den Straftatbeständen in der Anklage
Oliver sagt, dass die Täter mit schwereren Straftatbeständen angeklagt hätten werden können. Dabei hätten sie höhere Haftstrafen erhalten. Obwohl viele Männer dutzende Mädchen mehrmals vergewaltigt hatten, wurden sie nicht wegen Vergewaltigung angeklagt. Noch nicht mal der Mann, der die 13-jährige Ruby geschwängert hatte, wurde wegen Vergewaltigung angezeigt, obwohl diese durch die DNA des Fötus praktisch zweifelsfrei bewiesen war. Vielen wurde nur Beihilfe zur Vergewaltigung oder Menschenhandel vorgeworfen. Diese Straftaten waren einfacher nachzuweisen, zogen aber kürzere Haftstrafen nach sich.

### Kritik an der Behandlung der Opfer
Oliver kritisierte ebenfalls die Art und Weise, auf der die Opfer behandelt wurden. Sowohl während der Ermittlung, als auch im Gerichtsprozess und nach den Verurteilungen. Dabei prangerte sie an, dass bei Grooming immer mehrere Täter involviert wären. Das bedeute für die Opfer, dass sie von jedem der Anwälte eines jeden Beschuldigten einzeln befragt werden müssten, was sie unter großen Stress setzte und eine starke Re-Viktimisierung zur Folge hätte. Außerdem sagte Oliver, dass Opfern nach den Verurteilungen psychologische Unterstützung und soziale Unterstützung zugesagt werden sollte.

## Mediale Resonanz
Oliver wurde von der Schauspielerin Lesley Sharp in Three Girls, einer Produktion von BBC über den Missbrauchsskandal von Rochdale gespielt. Sie stellte eine der wichtigsten Personen in Three Girls neben der Sozialarbeiterin, Sara Rowbotham, dar. Oliver trug auch zum Dokumentarfilm The Betrayed Girls von BBC bei.
Oliver trat in Celebrity Big Brother 21 auf.

## Aktivismus
Oliver gründete die „The Maggie Oliver Foundation“ für Opfer des Rochdale Skandals. Die Mission der Stiftung ist es „Schmerz in Macht umzuwandeln“ ("transform pain into power"). Die Stiftung möchte ein Frauenzentrum in Rochdale eröffnen. Es soll von Freiwilligen und Überlebenden des Missbrauchs geführt werden. In dem Zentrum soll Opfern sexuellem Missbrauchs Unterstützung geboten werden. Ihnen werden dort Rechtsberatung, Therapie, Trainings und Bildungsmöglichkeiten bereitgestellt werden.
Oliver ist auch eine öffentliche Rednerin. Sie macht dabei auf das Problem der Grooming Gangs und des Polizeiversagens aufmerksam.
Oliver erscheint regelmäßig in dem Fernsehprogramm Loose Women auf itv. Mit anderen Moderatorinnen startete sie die Never Too Late To Tell Kampagne im Dezember 2016. Sie soll Opfer von sexuellem Missbrauch dazu bewegen Anzeige zu erstatten. In dem Programm gab sie auch Tipps dazu, wie man Beweise sichern kann, wie man mit Kinder Missbrauch anspricht, welche Überwachungsmöglichkeiten es für Eltern gibt, zählte Anlaufstellen für Missbrauchsopfer auf und klärte über Verhaltensänderungen bei Kindern auf, wenn sie Opfer von Missbrauch werden.

## Veröffentlichungen
- Survivors: One Brave Detective's Battle to Expose the Rochdale Child Abuse Scandal. John Blake, London 2019, ISBN 1-78946-085-9.